# NGC 7664
NGC 7664 (другие обозначения — PGC 71450, UGC 12598, MCG 4-55-13, ZWG 476.38, KARA 1019, IRAS23241+2448) — спиральная галактика (Sc) в созвездии Пегас.
Этот объект входит в число перечисленных в оригинальной редакции «Нового общего каталога».